# ملیحیه
ملیحیه (به عربی: المليحية) یک شهرداری در الجزایر است که در استان جلفه واقع شده‌است. ملیحیه ۱۳٬۱۵۵ نفر جمعیت دارد.